# Siua Halanukonuka
Pas d'image ? Cliquez ici

a Compétitions nationales et continentales officielles uniquement.

b Matchs officiels uniquement.
Dernière mise à jour le 19 mai 2025.
Siua Halanukonuka, né le 9 août 1986 à Tofoa (Tonga), est un joueur de rugby à XV international tongien évoluant au poste de pilier au sein de l'effectif de l'US Carcassonne. Il mesure 1,86 m pour 115 kg.

## Carrière

### En club
Siua Halanukonuka commence sa carrière professionnelle en 2009, lorsqu'il rejoint l'équipe néo-zélandaise des Counties Manukau évoluant en National Provincial Championship pour une saison. Après deux saisons passées sans équipe professionnelle, il joue une rencontre avec la province d'Auckland lors de la saison 2012 de NPC.
L'année suivante, il décide de rejoindre la province de Tasman, avec qui il jouera cinq saisons.
Au mois de janvier 2015, il signe au RC Narbonne en Pro D2 en tant que joker médical de Grégory Fichten, et joue au club jusqu'à la fin de la saison 2014-2015, disputant dix matchs avec le club audois,.
Quelques mois plus tard, alors qu'il est retourné jouer avec Tasman, il est retenu par la franchise des Highlanders pour disputer la saison 2016 de Super Rugby,. Il joue deux saisons avec la franchise de Dunedin, disputant vingt-six matchs. En juin 2017, à l'occasion de la tournée des Lions britanniques en Nouvelle-Zélande, il joue la rencontre opposant sa franchise des Highlanders aux Lions britanniques, match qui se solde par une victoire de l'équipe néo-zélandaise.
Il quitte la Nouvelle-Zélande en 2017 pour signer un contrat de deux saisons avec la franchise écossaise des Glasgow Warriors en Pro14,. En 2019, après deux bonnes saisons où il s'est imposé comme un joueur important de l'équipe écossaise, il prolonge son contrat pour deux saisons supplémentaires. Il quitte cependant Glasgow, à l'issue de la saison 2019-2020. Peu utilisé lors de la saison 2019-2020, il est finalement libéré de sa dernière année de contrat et quitte le club en avril 2020.
En juin 2020, il signe un contrat de deux ans avec le club français de l'USA Perpignan en Pro D2. Au bout de sa première saison au club, son équipe est sacrée championne de France de Pro D2, et accède au Top 14. Devenu le titulaire au poste de pilier droit au sein du club catalan, il prolonge son contrat pour une saison supplémentaire en mai 2022,. Non-conservé en juin 2023, il est alors annoncé qu'il doit prendre sa retraite de joueur.
Il décide néanmoins de poursuivre sa carrière et, à quasiment 37 ans, il s'engage en juillet 2023 avec le FC Grenoble en Pro D2, pour un contrat d'une saison.
À la fin de son contrat avec Grenoble, il signe un contrat d'une saison, plus une seconde en option, avec l'US Carcassonne en Nationale. À la fin de la saison 2024-2025, son club est sacré champion de France après une victoire en finale face à Chambéry, match auquel il ne participe pas,.

### En équipe nationale
Siua Halanukonuka est sélectionné pour la première fois avec l'équipe des Tonga en novembre 2014, et obtient sa première cape internationale le 8 novembre 2014 à l'occasion d'un test-match contre l'équipe de Géorgie à Tbilissi. Il connait ensuite deux années d'absence en sélection, avant d'être à nouveau sélectionné en novembre 2016 et de connaître sa deuxième sélection contre l'équipe d'Espagne le 12 novembre 2016.
En 2019, il est retenu dans le groupe tongien pour disputer la Coupe du monde au Japon. Il dispute deux matchs dans cette compétition, contre la France et les États-Unis.

## Palmarès

### En club
- Finaliste du National Provincial Championship en 2016 et 2017 avec Tasman.
- Finaliste du Pro14 en 2019 avec Glasgow.
- Vainqueur du Championnat de France de 2e division en 2021 avec l'USA Perpignan.
- Vainqueur du Barrage d'accession au championnat de France en 2022 et 2023 avec l'USA Perpignan.
- Finaliste du Championnat de France de 2e division en 2024 avec le FC Grenoble.
- Vainqueur du Championnat de France de Nationale en 2025 avec l'US Carcassonne.

### En équipe nationale
- 13 sélections avec les Tonga entre 2014 et 2019.
- 0 point.

- Participation à la Coupe du monde en 2019 (2 matchs)